# Sladkovodna riba
Sladkovodne ribe so ribe, ki živijo zgolj v sladki vodi - jezerih, ribnikih, rekah in drugih vodnih telesih, v katerih slanost ne presega 0,05 %. Ker so njihove telesne tekočine bolj koncentrirane od okoliške vode, imajo vrsto fizioloških prilagoditev, ki preprečujejo razredčevanje po zakonih difuzije, med drugim dobro razvite ledvice za ponovno absorpcijo ionov iz prebavil in nepropustne luske.
Največja sladkovodna riba je evropski som (Siluris glanis), ki doseže 5 m in 300 kg, najmanjša pa je kristalna cebrica (Danionella translucida), 12 mm dolga sorodnica rodu Danio (Brachydanio) iz južnega Mjanmara, iz porečja Sittoung. V Sloveniji je zelo znana sladkovodna riba soška postrv.